# Catocala tmolia
Catocala tmolia är en fjärilsart som beskrevs av Lederer 1865. Catocala tmolia ingår i släktet Catocala och familjen nattflyn. Inga underarter finns listade i Catalogue of Life.